# Farigia albicans
Farigia albicans är en fjärilsart som beskrevs av William Schaus 1910. Farigia albicans ingår i släktet Farigia och familjen tandspinnare. Inga underarter finns listade i Catalogue of Life.